# Línea 60 CFL

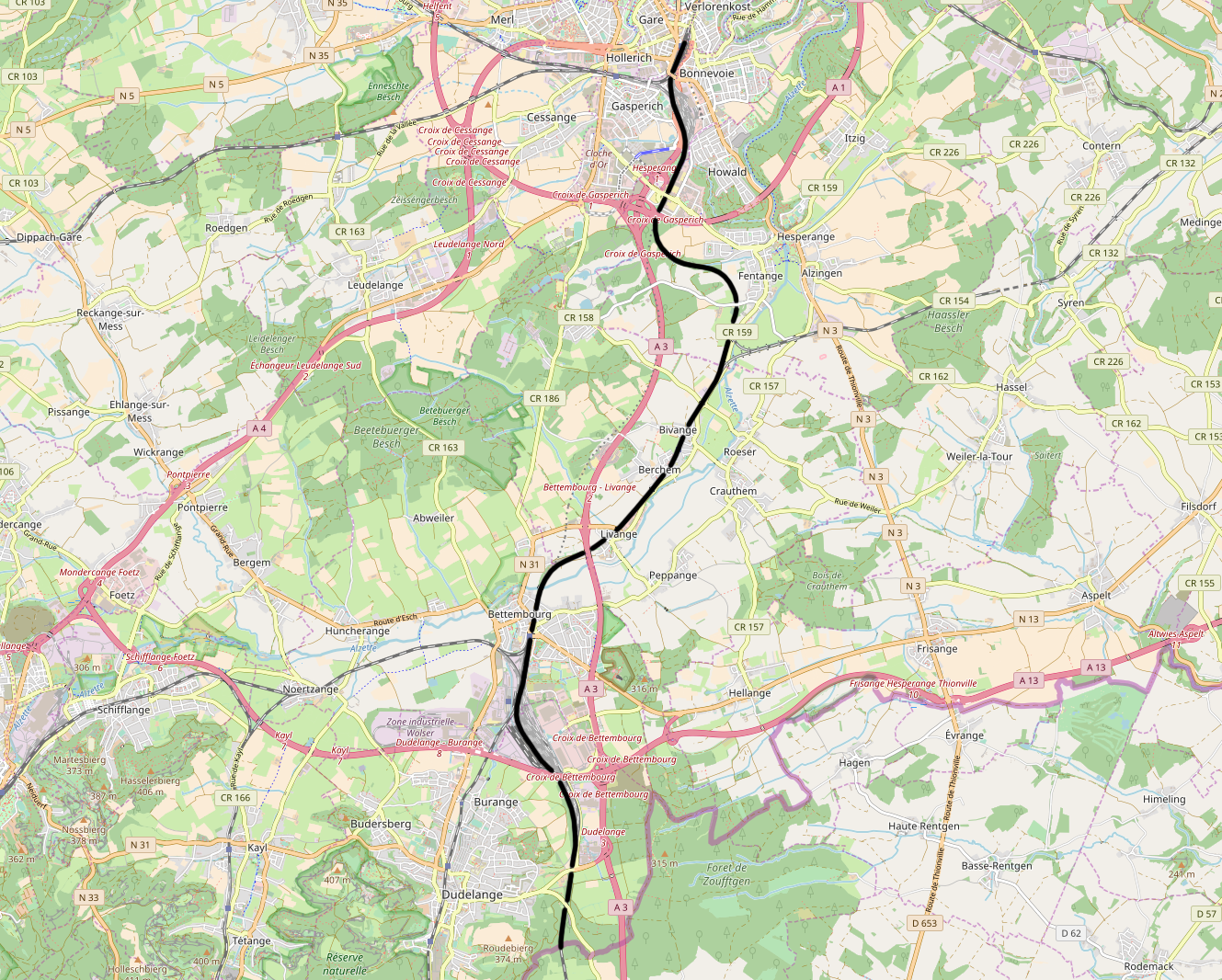
Línea 60 CFL en Luxemburgo.

La Línea 60 CFL es una línea ferroviaria luxemburguesa que conecta la ciudad de Luxemburgo con las Tierras Rojas, en el sur de Luxemburgo y después con Francia. La terminal en el extremo norte es la estación de trenes de Luxemburgo, mientras que los terminales al sur son las estaciones de Rumelange, Pétange, y las ciudades francesas de Volmerange-les-Mines y Audun-le-Tiche. La línea está operada principalmente por Chemins de Fer Luxembourgeois. Se inauguró el 11 de agosto de 1859.

## Estaciones
- Estación de Luxemburgo
- Estación de Berchem
- Estación de Bettembourg
  - Estación de Dudelange-Burange
  - Estación de Dudelange-Ville
  - Estación de Dudelange-Centre
  - Estación de Dudelange-Usines
  - Volmerange-les-Mines (Francia)
  - Estación de Noertzange
  - Estación de Kayl
  - Estación de Tétange
  - Estación de Rumelange
- Estación de Schifflange
- Estación de Esch-sur-Alzette
  - Audun-le-Tiche (Francia)
- Estación de Belval-Universidad
- Estación de Belval-Liceo
- Estación de Belval-Rédange
- Estación de Belvaux-Soleuvre
- Estación de Oberkorn
- Estación de Differdange
- Estación de Niederkorn
- Estación de Pétange
- Estación de Lamadelaine
- Estación de Rodange